# Georg Werner (Bergmann)
Georg Werner (* 12. Dezember 1877 in Breslau, Deutsches Reich; † 5. Februar 1968 in Berlin) war ein deutscher Bergmann, Gewerkschaftsfunktionär und Schriftsteller.

## Leben
Georg Werner, Sohn eines Wiegemeisters, arbeitete seitdem er 16 Jahre alt war als Bergmann. Nach dem Besuch einer Bergschule war er von 1899 bis 1901 Hauer und Hilfssteiger auf der Zeche Hibernia in Gelsenkirchen. Ab 1907 war er als Gewerkschaftsfunktionär tätig. Er war Mitbegründer des Deutschen Steigerverbandes, Soldat im Ersten Weltkrieg und danach Geschäftsführer des Bundes der technischen Angestellten und Beamten. Außerdem war er Mitglied des Vorläufigen Reichswirtschaftsrates und des Reichskohlenrates sowie seit 1925 Herausgeber der Zeitschrift Die Knappschaft. In der NS-Zeit war Werner mehrfach in Gefängnissen und in einem Konzentrationslager inhaftiert. Er starb 90-jährig in Berlin-Schöneberg.

## Werke
- Dem Steiger sein Recht! Selbstverlag, Essen 1907.
- Unfälle und Erkrankungen im Ruhrbergbau. Fredebeul & Koenen, Essen 1907.
- Was kann der deutsche Bergbau von England lernen? Fredebeul & Koenen, Essen 1910.
- Welche Aufgaben haben die Sicherheitsmänner? Hrsg.: Vorstand des Verbands der Bergarbeiter Deutschlands. Hansmann, Bochum 1910.
- Das Rätsel von Sensenheim. Kriminal-Intrigue. Continent, Berlin 1913.
- Wie die Wetter schlagen. Ein Kulturbericht aus dem Ruhr-Revier. Verlag des Deutschen Steigerverbandes, Essen o. J. [1913].
- Wer war es? Kriminal-Roman nach den Aufzeichnungen eines Detektivs (= Hansa-Romane. Band 65). Wessel, Lübeck o. J. [1915].
- mit Otto Hue: Die Verstaatlichung des Bergbaues und die Grubenbeamten. Wohlfeld, Magdeburg o. J. [1919].
- Der Weg zur Sozialisierung des Kohlenbergbaues. Vorschläge und Gedanken zu ihrer praktischen Durchführung. Industriebeamten-Verlag, Berlin 1920.
- Müssen die Wetter schlagen, um für den Bergbau Verbesserungen einzuführen? Industriebeamten-Buchhandlung, Berlin 1921.
- Die Krise in der Kaliindustrie. Vorwärts, Berlin 1921.
- Hungerland. Sozialer Roman aus dem Leben der Bergarbeiter Verlag Volkswacht-Buchdruck, Breslau o. J. [1921];
- Die Diamanten des Fürsten. Kriminalroman. Grosser, Berlin 1923.
- Um Gold und Adel. Roman. Grosser, Berlin 1923 (dnb.de).
- Zum Kampf um die Knappschaft. Freier Volksverlag, Berlin 1925.
- Ein Kumpel. Erzählung aus dem Leben der Bergarbeiter. Verlag „Die Knappschaft“, Berlin-Steglitz 1929.
- Zwei Kumpel. Erzählung aus den sozialen Kämpfen im Ruhrbergbau. Verlag „Die Knappschaft“, Berlin-Steglitz 1932.
- Philosophie eines Kumpels. Ein Weg zur Zufriedenheit und zum Erfolg. Verlag „Die Knappschaft“, Berlin-Steglitz 1936.
- Wolkig bis heiter. Gedichte in diesem Sinne. Juris-Verlag, Zürich 1949.
- Rettungstrupp VWW startet Gesundungsaktion. Ein Hilferuf an die Hohen Kommissare, Länderregierungen der Trizone, Gewerkschaftsvorstände. Könitzer, Berlin-Steglitz 1949.
- Meine Rechnung geht in Ordnung. Erzählung. Selbstverlag, Berlin-Steglitz 1958.
- Stärkung der moralischen Kampfkraft. Ein Beitrag aus dem Jenseits. Selbstverlag, Berlin-Steglitz o. J. [1962].